# Bemarivo (Sofia)
Râul Bemarivo din Regiunea Sofia (/be.mari.v/), este situat în nordul Madagascarului. Se scurge spre coasta de nord, în Anjobony cu puțin timp înainte de râul Sofia, lângă Boriziny (Port Bergé).
Este vorba de fluxuri de-a lungul  RN 6 și  RN 4. 